# Vernonia rosenii
Vernonia rosenii là một loài thực vật có hoa trong họ Cúc. Loài này được R.E.Fr. miêu tả khoa học đầu tiên năm 1916.